# Temple de Barbar
Le Temple de Barbar est un site archéologique de Bahreïn situé dans le village de Barbar, au nord-ouest de l'île principale. Il s'agit en fait de trois temples considérés comme faisant partie de la culture de Dilmun, édifié en l'honneur du dieu Enki, maître des eaux douces souterraines et de la sagesse, et de son épouse Ninhursag.
Le plus récent d'entre eux a été redécouvert par une équipe d'archéologues danoise en 1954 dirigée par Peter Vilhelm Glob, et dégagé huit ans plus tard par ses compatriotes Hellmuth Andersen et Peder Mortensen. Le temple contient deux autels et une source d'eau naturelle dont on pense qu'il ait tenu une signification spirituelle pour les fidèles,,. 
Les deux autres temples qui ont été découverts sur le site, datent d'environ 3000 av. J.-C.. Lors de la fouille du site de nombreux outils, armes, poteries et de petits morceaux d'or ont été trouvées, qui sont maintenant exposés au Musée national de Bahreïn. La plus célèbre pièce découverte était une tête de taureau en bronze. Les temples ont été construits de blocs de calcaire sculptés venant de l'île de Jidda, au nord-ouest de l'île de Bahreïn. 